# Demolition Records
Demolition Records fue una compañía discográfica con base en Jarrow, Reino Unido, especializada en bandas de rock y heavy metal, que albergó a muchas agrupaciones y artistas reconocidos. Fue fundada en el año 2000 por los hermanos Ged y Eric Cooke.

## Algunos artistas de la discográfica
- Hanoi Rocks
- Lauren Harris
- Glenn Hughes
- Painmuseum
- Quiet Riot
- The Quireboys
- David Lee Roth
- Sacred Sin
- The Sound Ex
- Tigertailz
- Therapy?
- Twisted Sister
- Vixen
- W.A.S.P.
- Y&T